# ألوك فيد مينون

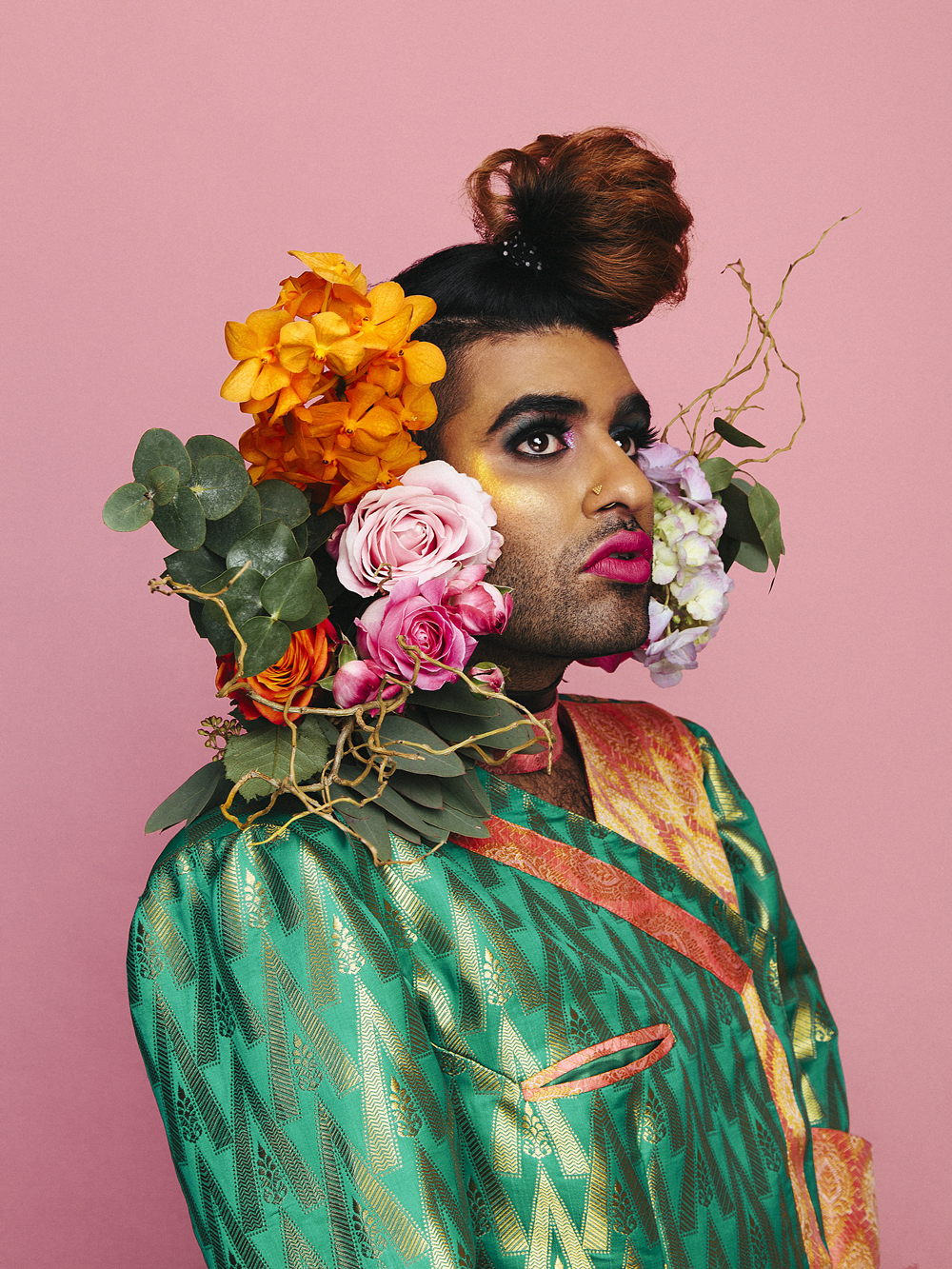
ألوك فيد مينون

ألوك فايد مينون (بالإنجليزية Vaid-Menon) كاتب أمريكي وفنان أداء وشخصية إعلامية. ولد بالأول من يوليو 1991 و هو لاثنائي ومتحول أنثوي، ويستخدم ضمائر الغائب المفرد باللغّة الانجليزّية.
يتعامل عمل فايد مينون مع العنف ضد الأشخاص المتحولين جنسيًا وكويري الهوية الجندرية، ويدعو إلى التحرر مما تعتبرَه تقييدًا للمعايير الجنسانية . إنها تدافع عن التنوّع الجسدي والحياد بين الجنسين وتقرير المصير . عُرضت أعمال فايد مينون الإبداعية في أكثر من 40 دولة.

## حياته وتعليمه
نشأ فايد مينون في كوليج ستيشن بولاية تكساس لأبوين مهاجرين من قوما المالايالي والبنجاب، حيث عمِلا كأستاذ ومدير تنفيذي للرعاية الصحية. أثناء نشأته، تعرّض فايد مينون للتخويف بسبب عرقه وتعبيره الجنسي.
قالت فايد مينون إنها شعرت بأنّها غير قادرة على الافصاح عن هويّتها الجنسيّة بشروطها الخاصة لأنها كشخص لاثنائي، لم تعرف أنّها مختلفة حتى تمت معاقبتها على ذلك وأخبرها الاخرين من هي. طوّرت فايد مينون ممارساتها الفنية في سن مبكرة ردًا على هذا التحرش. "لقد منحني صنع الفن الإذن بالعيش. كنت بحاجة إلى مكان أضع فيه الألم."  بدأت في استخدام الشعر لمقاطعة افتراضات الآخرين، وتحدي العار، والإعلان عن نفسها بشروطها الخاصة. ولأنها لم تتمكن من التعبير عن نفسها بصريًا خوفًا على سلامتها، فقد بدأت في مشاركة أعمالها الفنية عبر الإنترنت وتلقّت ردودًا داعمة.
بعد مغادرة تكساس، التحق ألوك بجامعة ستانفورد حيث تخرّج بدرجة البكالوريوس في الدراسات النسوية والجنس والهويّة الجنسيّة  ودراسات المقارنة بين العرق والإثنية، بالإضافة إلى درجة الماجستير في علم الاجتماع في عام 2013.
من عام 2013 إلى عام 2017، قامت بأداء مع "دارك ماتر" (بالإنجليزيّة : DarkMatter)، وهو تعاون فني اشتهر بالشعر المنطوق الذي يتناول مواضيع الكوير/المتحولين جنسيًا في جنوب آسيا.
في عام 2019، عاد فايد مينون إلى كوليج ستايشن (بالإنجليزيّة : College Station) لاستضافة احتفال Pride مع مجتمع LGBTQ المحلي تكريماً للذكرى الخمسين لأعمال شغب ستون وُل (بالإنجليزيّة : Stonewall) .

## حياتها المهنية

### أداء
يُعرف أسلوب أداء ألوك بنشر الوعي والمناظر الصوتية والكوميديا السياسية والمدى العاطفي. وتشير إلى أن أسلوبها، مثل هويتها، في حالة تغير مستمرة وترفض التصنيف السهل  وتعتقد أن الأداء هو أحد المساحات الوحيدة التي يمكن للناس فيها أن يكونوا حقيقيين. بهذه الطريقة، ترى ألوك أن الأداء يدور حول انشاء مكان حيث يمكن للجمهور التواصل مع بعضهم البعض من خلال "التعهّد بقابلية الجوح واللعب والاعتماد المتبادل والسحر". بالنسبة لألوك، تكمن قوة الأداء على وجه التحديد في أنه سريع الزوال ولا يمكن القيام به مرة أخرى بنفس الطريقة. إنها تستخدم الأداء لتدريس النظريات والتواريخ التي قد نُسيت.
هناك العديد من المواضيع التي تتكرر في عمل ألوك. إنه يفكك ديناميكيات كراهية النساء العابرات، ويفكّر بموضوع الهجوم المستمر على الأشخاص المتحولين جنسيًا والعابرين جنسيّاً. في عام 2017، أصدر ألوك كتابه الشعري الافتتاحي "فام إن بابليك، (بالإنجليزيّة : Femme in Public) ، وهو تأمل ضدّ التحرش بالأشخاص المتحولين جنسيًا. قام بجولة عرض مرتبطة بالكتاب في جميع أنحاء العالم، بالشراكة مع الفنانين والمنظمات المحلية، للدفاع عن عدالة العابرات والعابرين جنسيّاً. في فايس (بالإنجليزيّة : VICE) كتب : "لا يزال غالبية الناس يعتقدون أن المتحولين جنسيًا هم ما نبدو عليه او صورتنا الخارجيّة، وليس ما نحن ضمنياً. لقد اختزلنا في مجرد مشهد مظهرنا."  يدافع ألوك عن اعتبار الأشخاص المتحولين جنسيًا في شخصيتهم الكاملة: "هناك تاريخ طويل من تحويل أجساد النساء المتحولات إلى استعارة ورمز... ويُنظر إليها على أنها بدائل للأفكار والأوهام والكوابيس". إنه يلفت الانتباه إلى حقيقة أنه على الرغم من أن الأشخاص العابرين جنسيًا هم المتعرف عليهم بالشكل الاسهل في الأماكن العامة، إلا أنهم يظلون الأكثر إهمالًا من قبل حركة LGBT السائدة.
تلتزم ألوك بتحدي ما يسمونه "أزمة الوحدة الدولية"  من خلال إنشاء مساحات عامة لمعالجة الألم وانشاء روابط ذي معنى. يتضمن هذا العمل إعادة تصوّر التكنولوجيا ونشرها كقناة للتواصل الحميم. في عام 2019، أكملت ألوك برنامج الفنان المقيم في زو إنفسبل دوج أرة سانتر (بالإنجليزيّة : The Invisible Dog Art Center)، حيث قام بأداء مقطوعة بعنوان "الغرباء هم أصدقاء محتملون" (بالإنجليزيّة : Strangers are Potential Friends) واستضاف "صرخة عيد الحب" (بالإنجليزيّة : Valentine's Cry-In) لخلق مساحة للحزن العام. يقوم Alok بتيسير "ورش عمل المشاعر" (بالإنجليزيّة : Feelings Workshops) في جميع أنحاء العالم لتطوير طرق تحويلية للتفاعل مع أنفسنا ومع بعضنا البعض، ولتعزيز العدالة العاطفية والعافية.
إنه يتحدى العقلّية الغربية والتركيز على الفئات الاختزالية ويصرّ بدلاً من ذلك على كيف أن كل شيء معقّد. إنه يريد إنشاء طرق عمل وتواصل مع الاخر لا تتعلق بالفهم بقدر ما تتعلق بالشعور. إنه يعتقد أن الفن هو أحد الأماكن التي يمكننا أن نقترب فيها من الحقيقة. في مقابلة مع صحيفة شيكاغو تريبيون (بالإنجليزيّة :Chicago Tribune) كتب: "مشكلة التصنيف هي أنك تختزل وتختصر شيئًا سماويًا مثل الإنسان في كلمة واحدة. الكلمات تقارب الحقيقة، والفن هو المكان الذي نذهب إليه عندما نريد الحقيقة بالفعل. في "ترانس سلف إماجينغ براكسيس، ديكولونايزنغ فوتوغرافي اند ذو ورك اوف الوك فايد مانون" (بالإنجليزيّة : Trans Self-Imaging Praxis, Decolonizing Photography, and the Work of Alok Vaid-Menon)، يشرح آيس لينر أن عالم الفن غير الثنائي يحتوي على الكثير مما لايمكن للعين المجرّدة ان تراه. "كهوية وتحليلية، يقدم الترانس تحديًا مقنعًا للخطاب الفوتوغرافي" (صفحة 1). قام الفنان ألوك فيد مينون بإظهار العديد من الأشخاص المتحولين جنسيًا في أعماله الفنية؛ يوضح فايد مينون أنه قد يكون من الصعب تجسيد الجندر من خلال قطعة فنية، ومع ذلك، فقد بذل قصارى جهده للتغلب على هذه العقبة ويمكن رؤية ذالك من خلال عمله. ومع ذلك، لا يصور Vaid-Menon أعماله من خلال التصوير الفوتوغرافي فحسب، بل يقوم أيضًا بالكتابة وتصميم الملابس وإنشاء مقاطع فيديو تشرح وتشجع الآخرين. وقد ظهر فايد-مينون أيضًا في: ""الجمال يتعرف على نفسه دائمًا": مائدة مستديرة حول الخطايا الباطلة"(بالإنجليزيّة : “Beauty Always Recognizes Itself”: A Roundtable on Sins Invalid”) بقلم باتريشيا بيرن، جمال تي لويس وآخرون. في هذه المقالة الصحفية، يفكر كل فنان في الجمال والظلم والتمييز وكيف أثّر ذلك على أعماله الفنية. يذكر فيد-مينون أنه، "باعتباري شخصًا غير مطابق للجنس، ومتحولًا للأنوثة، غالبًا ما يُقال لي إنني قبيح..." (صفحة 242). لقد اختار منذ ذلك الحين تحدي أعماله الفنية لعرض هذه المشكلات، ومع ذلك، للخروج والقيام بذلك، يجب أن يكون هناك دعم، حتى في مجتمع LGBTQ+.
تؤكد فايد مينون أن الجمال يمكن أن يكون ترتيبًا قاسيًا للقواعد التي يجب اتباعها. في "مستقبل الموضة بلا جنس"، يدرس فايد-مينون ما يجب القيام به لتطبيع احترام الموضة غير الثنائية وأزياء LGBTQ+ و"إذالت الطابع الجنسي من مجتمع الموضة" (مينون، دقيقة 10:00)،  لتحقيق الحياد بين الجنسين في الموضة حول خلق الإمكانية وليس كل شيء عن الجنس. وقد كتب فاليد مينون أيضًا كتابًا عن الأسباب التي تجعل الناس ينظرون إلى الجنس على أنه أكثر من اللونين الأبيض والأسود التقليديين. في كتابهم "ما وراء الثنائية الجندرية" (بالإنجليزيّة : Beyond the Gender Binary)، ذكروا أن "الثنائية الجندرية هي اعتقاد ثقافي بأن هناك جنسين متميزين ومتعاكسين فقط: الرجل والمرأة. ويتم دعم هذا الاعتقاد من خلال نظام السلطة الموجود لخلق الصراع والانقسام، وليس للاحتفال بالإبداع والتنوع “(صفحة 1). الهدف الرئيسي لـ Vaid-Menon هو تحويل وتحدي الناس لرؤية ما هو أبعد من الجنسين الذكور والإناث.

### تصميم الأزياء

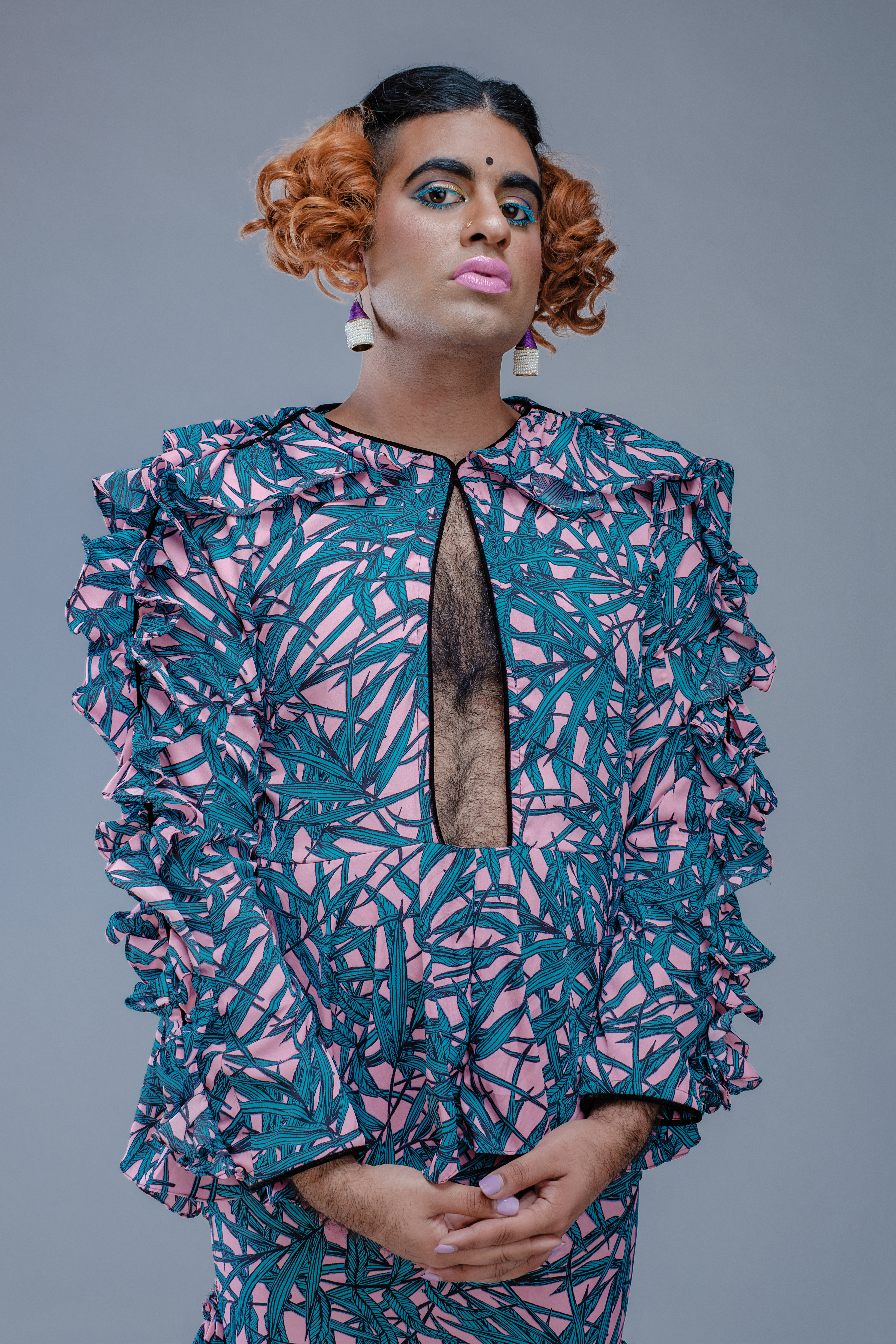
مجموعة ألوك للأزياء 2018.

صمم Alok ثلاث مجموعات أزياء محايدة جنسانيًا[بحاجة لمصدر]</link> ، والتي تشتهر بألوانها واحتفالها بالتنانير والفساتين باعتبارها محايدة جنسانيًا. أصبح تصميم الأزياء "تجسيدًا للحياة التي كانوا يعيشونها"، وهي طريقة لتغليف ما كانوا يكتبونه ويفكرون فيه. كانت تصاميمها في البداية مستوحاة من تخيل ما سترتديه إذا لم يكن عليها الخوف من العنف. في أحدث أعمالها، تستخدم الموضة لتحدي أي نوع من الجماليات يُنظر إليها على أنها طبيعيّة وما يُنظر إليها على أنها اصطناعيّة.
في مقابلة عام 2019 مع Business of Fashion ، دعا Vaid-Menon إلى التحلل الكامل لصناعات الموضة والجمال.

### عرض الازياء
شاركت ألوك في العديد من العلامات التجارية للأزياء في أسبوع الموضة في نيويورك بما في ذلك حفل الافتتاح،  ستوديو 189 (بالإنجليزيّة : Studio 189)،  وكرومات (بالإنجليزيّة : CHROMAT) . لقد صمم نماذج للعديد من العلامات التجارية بما في ذلك "اوبينيغ سيريموني" (بالإنجليزيّة : Opening Ceremony  و"هاريز" (بالإنجليزيّة : Harry's)، ونظارات بولارويد.

## الحياة الشخصية
عمة ألوك هي أورفاشي فايد ، ناشطة في مجال حقوق المثليين ومحامية وكاتبة.

## المنشورات
- فام اين بابليك (Femme in Public) (2017) [37]
- "انترتينمانت فاليو" (Entertainment Value) في فيلم "انواتشيبل " (Unwatchable) (مطبعة جامعة روتجرز، 2019) (Rutgers University Press, 2019) [38]
- "بييوند ذو جاندر باينري" ما وراء الثنائية بين الجنسين(Beyond the Gender Binary) (2020) [39]
- يور وند/ماي غاردن(My wound/Your Garden). (2021) [40]

## روابط خارجية
- موقع ألوك فيد مينون

</nowiki>